# 马克·W·莫里斯
马克·莫里斯（英語：Mark William Morris，1956年8月29日—），是一名美国舞蹈家、舞蹈编剧和歌剧导演。
马克·莫里斯早年在华盛顿州西雅图市成长，并在当地当演员组织和纽约舞蹈剧场工作室发展。1990年，他和创建白橡舞蹈计划，并创作歌剧。在2011年，他创建马克·莫里斯舞蹈中心
。